# Uralskaja (stanice metra v Jekatěrinburgu)
Uralskaja (rusky Уральская) je stanice na první lince jekatěrinburského metra. 

## Charakteristika
Stanice je trojlodní, kdy pilíře a kolejová zeď je obložena mramorem a podlaha žulou.
Stanice obsahuje jeden vestibul, který je spojen s nástupištěm eskalátory. Východy ústí před staniční budovu Jekatěrinburského hlavního nádraží.